# Kamień tyburtyński
Kamień tyburtyński (łac. Lapis Tiburtinus) – fragment kamienia nagrobnego nieznanego senatora rzymskiego z czasów  Augusta, na którym umieszczony jest fragment łacińskiego epigrafu. Do dziś trwa debata wśród historyków, o kim mówi zachowana na nim inskrypcja.

## Treść inskrypcji
Kamień tyburtyński został odkryty w 1764 i pochodził z okolic Tyburu, dzisiejszego Tivoli, a obecnie znajduje się w Muzeum Watykańskim. Znajdujący się na nim fragment inskrypcji można znaleźć także w Corpus Inscriptionum Latinarum (CIL), w tomie 14, pod nr 3613 oraz w Inscriptiones Latinae Selectae (ILS) pod nr 918. Tekst inskrypcji mówi o etapach kariery senatorskiej (cursus honorum) rzymskiego konsula z czasów cesarza Oktawiana Augusta, którego imię nie zachowało się jednak. Inskrypcja podaje kilka kluczowych informacji, pomocnych w określeniu kim mogła być ta osoba. Poniżej przedstawiony jest napis w oryginale oraz polskie tłumaczenie.
| w oryginale | w oryginale | w oryginale | w oryginale | w oryginale | w oryginale | w oryginale | w oryginale | w oryginale | w oryginale | w oryginale | w oryginale | w oryginale | w oryginale | w oryginale | w oryginale | w oryginale | w oryginale | w oryginale | w oryginale | w oryginale | w oryginale | w oryginale | w oryginale | w oryginale | w oryginale | w oryginale | w oryginale | w oryginale | w oryginale | w oryginale | w oryginale | w oryginale | w oryginale | w oryginale | w oryginale | w oryginale | w oryginale | w oryginale | w oryginale | w oryginale | w oryginale | w oryginale | w oryginale | w oryginale | w oryginale | w oryginale | w oryginale | w oryginale | w oryginale | w oryginale | w oryginale | w oryginale | w oryginale | w oryginale | w oryginale | w oryginale | w oryginale | w oryginale | w oryginale | w oryginale | w oryginale | w oryginale | w oryginale | w oryginale | w oryginale | w oryginale | w oryginale | w oryginale | w oryginale | w oryginale | w oryginale | w oryginale | w oryginale | w oryginale | w oryginale | w oryginale | w oryginale | w oryginale | w oryginale | w oryginale | w oryginale | w oryginale | w oryginale | w oryginale | w oryginale | w oryginale | w oryginale | w oryginale | w oryginale | w oryginale | w oryginale | w oryginale | w oryginale | w oryginale | w oryginale | w oryginale | w oryginale | w oryginale | w oryginale | w oryginale | w oryginale | w oryginale | w oryginale | w oryginale | w oryginale | w oryginale | w oryginale | w oryginale | w oryginale | w oryginale | w oryginale | w oryginale | w oryginale | w oryginale | w oryginale | w oryginale | w oryginale | w oryginale | w oryginale | w oryginale | w oryginale | w oryginale | w oryginale | w oryginale | w oryginale | w oryginale | w oryginale | w oryginale | w oryginale | w oryginale | w oryginale | w oryginale | w oryginale | w oryginale | w oryginale | w oryginale | w oryginale | w oryginale | w oryginale | w oryginale | w oryginale | w oryginale | w oryginale | w oryginale | w oryginale | w oryginale | w oryginale | w oryginale | w oryginale | w oryginale | w oryginale | w oryginale | w oryginale | w oryginale | w oryginale | w oryginale | w oryginale | w oryginale | w oryginale | w oryginale | w oryginale | w oryginale | w oryginale | w oryginale | w oryginale | w oryginale | w oryginale | w oryginale | w oryginale | w oryginale | w oryginale | w oryginale | w oryginale | w oryginale | w oryginale | w oryginale | w oryginale | w oryginale | w oryginale | w oryginale | w oryginale | w oryginale | w oryginale | w oryginale | w oryginale | w oryginale | w oryginale | w oryginale | w oryginale | w oryginale | w oryginale | w oryginale | w oryginale | w oryginale | w oryginale | w oryginale | w oryginale | w oryginale | w oryginale | w oryginale | w oryginale | w oryginale | w oryginale | w oryginale | w oryginale | w oryginale | w oryginale | w oryginale | w oryginale | w oryginale | w oryginale | w oryginale | w oryginale | w oryginale | w oryginale | w oryginale | w oryginale | w oryginale | w oryginale | w oryginale | w oryginale | w oryginale | w oryginale | w oryginale | w oryginale | w oryginale | w oryginale | w oryginale | w oryginale | w oryginale | w oryginale | w oryginale | w oryginale | w oryginale | w oryginale | w oryginale | w oryginale | w oryginale | w oryginale | w oryginale | w oryginale | w oryginale | w oryginale | w oryginale | w oryginale | w oryginale | w oryginale | w oryginale | w oryginale | w oryginale | w oryginale | w oryginale | w oryginale | w oryginale | w oryginale | w oryginale | w oryginale | w oryginale | w oryginale | w oryginale | w oryginale | w oryginale | w oryginale | w oryginale | w oryginale | w oryginale | w oryginale | w oryginale | w oryginale | w oryginale | w oryginale | w oryginale | w oryginale | w oryginale | w oryginale | w oryginale | w oryginale | w oryginale | w oryginale | w oryginale | w oryginale | w oryginale | w oryginale | w oryginale | w oryginale | w oryginale | w oryginale | w oryginale | w oryginale | w oryginale | w oryginale | w oryginale | w oryginale | w oryginale | w oryginale | w oryginale | w oryginale | w oryginale | w oryginale | w oryginale | w oryginale | w oryginale | w oryginale | w oryginale | w oryginale | w oryginale | w oryginale | w oryginale | w oryginale | w oryginale | w oryginale | w oryginale | w oryginale | w oryginale | w oryginale | w oryginale | w oryginale | w oryginale | w oryginale | w oryginale | w oryginale | w oryginale | w oryginale | w oryginale | w oryginale | w oryginale | w oryginale | w oryginale | w oryginale | w oryginale | w oryginale | w oryginale | w oryginale | w oryginale | w oryginale | w oryginale | w oryginale | w oryginale | w oryginale | w oryginale | w oryginale | w oryginale | w oryginale | w oryginale | w oryginale | w oryginale | w oryginale | w oryginale | w oryginale | w oryginale | w oryginale | w oryginale | w oryginale | w oryginale | w oryginale | w oryginale | w oryginale | w oryginale | w oryginale | w oryginale | w oryginale | w oryginale | w oryginale | w oryginale | w oryginale | w oryginale | w oryginale | w oryginale | w oryginale | w oryginale | w oryginale | w oryginale | w oryginale | w oryginale | w oryginale | w oryginale | w oryginale | w oryginale | w oryginale | w oryginale | w oryginale | w oryginale | w oryginale | w oryginale | w oryginale | w oryginale | w oryginale | w oryginale | w oryginale | w oryginale | w oryginale | w oryginale | w oryginale | w oryginale | w oryginale | w oryginale | w oryginale | w oryginale | w oryginale | w oryginale | w oryginale | w oryginale | w oryginale | w oryginale | w oryginale | w oryginale | w oryginale | w oryginale | w oryginale | w oryginale | w oryginale | w oryginale | w oryginale | w oryginale | w oryginale | w oryginale | w oryginale | w oryginale | w oryginale | w oryginale | w oryginale | w oryginale | w oryginale | w oryginale | w oryginale | w oryginale | w oryginale | w oryginale | w oryginale | w oryginale | w oryginale | w oryginale | w oryginale | w oryginale | w oryginale | w oryginale | w oryginale | w oryginale | w oryginale | w oryginale | w oryginale | w oryginale | w oryginale | w oryginale | w oryginale | w oryginale | w oryginale | w oryginale | w oryginale | w oryginale | w oryginale | w oryginale | w oryginale | w oryginale | w oryginale | w oryginale | w oryginale | w oryginale | w oryginale | w oryginale | w oryginale | w oryginale | w oryginale | w oryginale | w oryginale | w oryginale | w oryginale | w oryginale | w oryginale | w oryginale | w oryginale | w oryginale | w oryginale | w oryginale | w oryginale | w oryginale | w oryginale | w oryginale | w oryginale | w oryginale | w oryginale | w oryginale | w oryginale | w oryginale | w oryginale | w oryginale | w oryginale | w oryginale | w oryginale |
| --- | ----------- | ----------- | ----------- | ----------- | ----------- | ----------- | ----------- | ----------- | ----------- | ----------- | ----------- | ----------- | ----------- | ----------- | ----------- | ----------- | ----------- | ----------- | ----------- | ----------- | ----------- | ----------- | ----------- | ----------- | ----------- | ----------- | ----------- | ----------- | ----------- | ----------- | ----------- | ----------- | ----------- | ----------- | ----------- | ----------- | ----------- | ----------- | ----------- | ----------- | ----------- | ----------- | ----------- | ----------- | ----------- | ----------- | ----------- | ----------- | ----------- | ----------- | ----------- | ----------- | ----------- | ----------- | ----------- | ----------- | ----------- | ----------- | ----------- | ----------- | ----------- | ----------- | ----------- | ----------- | ----------- | ----------- | ----------- | ----------- | ----------- | ----------- | ----------- | ----------- | ----------- | ----------- | ----------- | ----------- | ----------- | ----------- | ----------- | ----------- | ----------- | ----------- | ----------- | ----------- | ----------- | ----------- | ----------- | ----------- | ----------- | ----------- | ----------- | ----------- | ----------- | ----------- | ----------- | ----------- | ----------- | ----------- | ----------- | ----------- | ----------- | ----------- | ----------- | ----------- | ----------- | ----------- | ----------- | ----------- | ----------- | ----------- | ----------- | ----------- | ----------- | ----------- | ----------- | ----------- | ----------- | ----------- | ----------- | ----------- | ----------- | ----------- | ----------- | ----------- | ----------- | ----------- | ----------- | ----------- | ----------- | ----------- | ----------- | ----------- | ----------- | ----------- | ----------- | ----------- | ----------- | ----------- | ----------- | ----------- | ----------- | ----------- | ----------- | ----------- | ----------- | ----------- | ----------- | ----------- | ----------- | ----------- | ----------- | ----------- | ----------- | ----------- | ----------- | ----------- | ----------- | ----------- | ----------- | ----------- | ----------- | ----------- | ----------- | ----------- | ----------- | ----------- | ----------- | ----------- | ----------- | ----------- | ----------- | ----------- | ----------- | ----------- | ----------- | ----------- | ----------- | ----------- | ----------- | ----------- | ----------- | ----------- | ----------- | ----------- | ----------- | ----------- | ----------- | ----------- | ----------- | ----------- | ----------- | ----------- | ----------- | ----------- | ----------- | ----------- | ----------- | ----------- | ----------- | ----------- | ----------- | ----------- | ----------- | ----------- | ----------- | ----------- | ----------- | ----------- | ----------- | ----------- | ----------- | ----------- | ----------- | ----------- | ----------- | ----------- | ----------- | ----------- | ----------- | ----------- | ----------- | ----------- | ----------- | ----------- | ----------- | ----------- | ----------- | ----------- | ----------- | ----------- | ----------- | ----------- | ----------- | ----------- | ----------- | ----------- | ----------- | ----------- | ----------- | ----------- | ----------- | ----------- | ----------- | ----------- | ----------- | ----------- | ----------- | ----------- | ----------- | ----------- | ----------- | ----------- | ----------- | ----------- | ----------- | ----------- | ----------- | ----------- | ----------- | ----------- | ----------- | ----------- | ----------- | ----------- | ----------- | ----------- | ----------- | ----------- | ----------- | ----------- | ----------- | ----------- | ----------- | ----------- | ----------- | ----------- | ----------- | ----------- | ----------- | ----------- | ----------- | ----------- | ----------- | ----------- | ----------- | ----------- | ----------- | ----------- | ----------- | ----------- | ----------- | ----------- | ----------- | ----------- | ----------- | ----------- | ----------- | ----------- | ----------- | ----------- | ----------- | ----------- | ----------- | ----------- | ----------- | ----------- | ----------- | ----------- | ----------- | ----------- | ----------- | ----------- | ----------- | ----------- | ----------- | ----------- | ----------- | ----------- | ----------- | ----------- | ----------- | ----------- | ----------- | ----------- | ----------- | ----------- | ----------- | ----------- | ----------- | ----------- | ----------- | ----------- | ----------- | ----------- | ----------- | ----------- | ----------- | ----------- | ----------- | ----------- | ----------- | ----------- | ----------- | ----------- | ----------- | ----------- | ----------- | ----------- | ----------- | ----------- | ----------- | ----------- | ----------- | ----------- | ----------- | ----------- | ----------- | ----------- | ----------- | ----------- | ----------- | ----------- | ----------- | ----------- | ----------- | ----------- | ----------- | ----------- | ----------- | ----------- | ----------- | ----------- | ----------- | ----------- | ----------- | ----------- | ----------- | ----------- | ----------- | ----------- | ----------- | ----------- | ----------- | ----------- | ----------- | ----------- | ----------- | ----------- | ----------- | ----------- | ----------- | ----------- | ----------- | ----------- | ----------- | ----------- | ----------- | ----------- | ----------- | ----------- | ----------- | ----------- | ----------- | ----------- | ----------- | ----------- | ----------- | ----------- | ----------- | ----------- | ----------- | ----------- | ----------- | ----------- | ----------- | ----------- | ----------- | ----------- | ----------- | ----------- | ----------- | ----------- | ----------- | ----------- | ----------- | ----------- | ----------- | ----------- | ----------- | ----------- | ----------- | ----------- | ----------- | ----------- | ----------- | ----------- | ----------- | ----------- | ----------- | ----------- | ----------- | ----------- | ----------- | ----------- | ----------- | ----------- | ----------- | ----------- | ----------- | ----------- | ----------- | ----------- | ----------- | ----------- | ----------- | ----------- | ----------- | ----------- | ----------- | ----------- | ----------- | ----------- | ----------- | ----------- | ----------- | ----------- | ----------- | ----------- | ----------- | ----------- | ----------- | ----------- | ----------- | ----------- | ----------- | ----------- | ----------- | ----------- | ----------- | ----------- | ----------- | ----------- | ----------- | ----------- | ----------- | ----------- | ----------- | ----------- | ----------- |
| [...] [r]egem qua redacta in pot[estatem Imp(eratoris) Caesaris] Augusti populique Romani senatu[s dis immortalibus] supplicationes binas ob res prosp[ere ab eo gestas et] ipsi ornamenta triumph[alia decrevit] pro consul(e) Asiam provinciam op[tinuit legatus pr(o) pr(aetore)] divi Augusti iterum Syriam et Ph[oenicen optinuit] [...]                                   |             |             |             |             |             |             |             |             |             |             |             |             |             |             |             |             |             |             |             |             |             |             |             |             |             |             |             |             |             |             |             |             |             |             |             |             |             |             |             |             |             |             |             |             |             |             |             |             |             |             |             |             |             |             |             |             |             |             |             |             |             |             |             |             |             |             |             |             |             |             |             |             |             |             |             |             |             |             |             |             |             |             |             |             |             |             |             |             |             |             |             |             |             |             |             |             |             |             |             |             |             |             |             |             |             |             |             |             |             |             |             |             |             |             |             |             |             |             |             |             |             |             |             |             |             |             |             |             |             |             |             |             |             |             |             |             |             |             |             |             |             |             |             |             |             |             |             |             |             |             |             |             |             |             |             |             |             |             |             |             |             |             |             |             |             |             |             |             |             |             |             |             |             |             |             |             |             |             |             |             |             |             |             |             |             |             |             |             |             |             |             |             |             |             |             |             |             |             |             |             |             |             |             |             |             |             |             |             |             |             |             |             |             |             |             |             |             |             |             |             |             |             |             |             |             |             |             |             |             |             |             |             |             |             |             |             |             |             |             |             |             |             |             |             |             |             |             |             |             |             |             |             |             |             |             |             |             |             |             |             |             |             |             |             |             |             |             |             |             |             |             |             |             |             |             |             |             |             |             |             |             |             |             |             |             |             |             |             |             |             |             |             |             |             |             |             |             |             |             |             |             |             |             |             |             |             |             |             |             |             |             |             |             |             |             |             |             |             |             |             |             |             |             |             |             |             |             |             |             |             |             |             |             |             |             |             |             |             |             |             |             |             |             |             |             |             |             |             |             |             |             |             |             |             |             |             |             |             |             |             |             |             |             |             |             |             |             |             |             |             |             |             |             |             |             |             |             |             |             |             |             |             |             |             |             |             |             |             |             |             |             |             |             |             |             |             |             |             |             |             |             |             |             |             |             |             |             |             |             |             |             |             |             |             |             |             |             |             |             |             |             |             |             |             |             |             |             |             |             |             |             |             |             |             |             |             |             |             |             |             |             |             |             |             |             |             |             |             |             |             |             |             |             |             |             |             |             |             |             |             |             |             |             |             |             |             |             |             |             |             |             |             |             |             |             |             |             |             |             |             |             |             |             |             |             |             |             |             |             |
| tłumaczenie |             |             |             |             |             |             |             |             |             |             |             |             |             |             |             |             |             |             |             |             |             |             |             |             |             |             |             |             |             |             |             |             |             |             |             |             |             |             |             |             |             |             |             |             |             |             |             |             |             |             |             |             |             |             |             |             |             |             |             |             |             |             |             |             |             |             |             |             |             |             |             |             |             |             |             |             |             |             |             |             |             |             |             |             |             |             |             |             |             |             |             |             |             |             |             |             |             |             |             |             |             |             |             |             |             |             |             |             |             |             |             |             |             |             |             |             |             |             |             |             |             |             |             |             |             |             |             |             |             |             |             |             |             |             |             |             |             |             |             |             |             |             |             |             |             |             |             |             |             |             |             |             |             |             |             |             |             |             |             |             |             |             |             |             |             |             |             |             |             |             |             |             |             |             |             |             |             |             |             |             |             |             |             |             |             |             |             |             |             |             |             |             |             |             |             |             |             |             |             |             |             |             |             |             |             |             |             |             |             |             |             |             |             |             |             |             |             |             |             |             |             |             |             |             |             |             |             |             |             |             |             |             |             |             |             |             |             |             |             |             |             |             |             |             |             |             |             |             |             |             |             |             |             |             |             |             |             |             |             |             |             |             |             |             |             |             |             |             |             |             |             |             |             |             |             |             |             |             |             |             |             |             |             |             |             |             |             |             |             |             |             |             |             |             |             |             |             |             |             |             |             |             |             |             |             |             |             |             |             |             |             |             |             |             |             |             |             |             |             |             |             |             |             |             |             |             |             |             |             |             |             |             |             |             |             |             |             |             |             |             |             |             |             |             |             |             |             |             |             |             |             |             |             |             |             |             |             |             |             |             |             |             |             |             |             |             |             |             |             |             |             |             |             |             |             |             |             |             |             |             |             |             |             |             |             |             |             |             |             |             |             |             |             |             |             |             |             |             |             |             |             |             |             |             |             |             |             |             |             |             |             |             |             |             |             |             |             |             |             |             |             |             |             |             |             |             |             |             |             |             |             |             |             |             |             |             |             |             |             |             |             |             |             |             |             |             |             |             |             |             |             |             |             |             |             |             |             |             |             |             |             |             |             |             |             |             |             |             |             |             |             |             |             |             |             |             |             |             |             |             |             |             |             |             |             |             |             |             |             |
| [...] [k]róla, gdy została ona podporządkowana wła[dzy Imperatora Cezara] Augusta i ludu rzymskiego, sena[t bogom nieśmiertelnym] modły dwukrotne w podzięce za sprawy pomyśl[nie przez niego uczynione, a] jemu samemu odznaczenia triumf[alne przyznał]; Prokonsul Azję prowincję ob[jął; legat w randze propretora] boskiego Augusta ponownie Syrię i Fe[nicję zajął]. [...] |             |             |             |             |             |             |             |             |             |             |             |             |             |             |             |             |             |             |             |             |             |             |             |             |             |             |             |             |             |             |             |             |             |             |             |             |             |             |             |             |             |             |             |             |             |             |             |             |             |             |             |             |             |             |             |             |             |             |             |             |             |             |             |             |             |             |             |             |             |             |             |             |             |             |             |             |             |             |             |             |             |             |             |             |             |             |             |             |             |             |             |             |             |             |             |             |             |             |             |             |             |             |             |             |             |             |             |             |             |             |             |             |             |             |             |             |             |             |             |             |             |             |             |             |             |             |             |             |             |             |             |             |             |             |             |             |             |             |             |             |             |             |             |             |             |             |             |             |             |             |             |             |             |             |             |             |             |             |             |             |             |             |             |             |             |             |             |             |             |             |             |             |             |             |             |             |             |             |             |             |             |             |             |             |             |             |             |             |             |             |             |             |             |             |             |             |             |             |             |             |             |             |             |             |             |             |             |             |             |             |             |             |             |             |             |             |             |             |             |             |             |             |             |             |             |             |             |             |             |             |             |             |             |             |             |             |             |             |             |             |             |             |             |             |             |             |             |             |             |             |             |             |             |             |             |             |             |             |             |             |             |             |             |             |             |             |             |             |             |             |             |             |             |             |             |             |             |             |             |             |             |             |             |             |             |             |             |             |             |             |             |             |             |             |             |             |             |             |             |             |             |             |             |             |             |             |             |             |             |             |             |             |             |             |             |             |             |             |             |             |             |             |             |             |             |             |             |             |             |             |             |             |             |             |             |             |             |             |             |             |             |             |             |             |             |             |             |             |             |             |             |             |             |             |             |             |             |             |             |             |             |             |             |             |             |             |             |             |             |             |             |             |             |             |             |             |             |             |             |             |             |             |             |             |             |             |             |             |             |             |             |             |             |             |             |             |             |             |             |             |             |             |             |             |             |             |             |             |             |             |             |             |             |             |             |             |             |             |             |             |             |             |             |             |             |             |             |             |             |             |             |             |             |             |             |             |             |             |             |             |             |             |             |             |             |             |             |             |             |             |             |             |             |             |             |             |             |             |             |             |             |             |             |             |             |             |             |             |             |             |             |             |             |             |             |             |             |             |             |             |             |             |             |             |             |             |             |             |             |

Epitafium to zostało wyryte po śmierci Oktawiana Augusta, ponieważ określa go jako "boskiego" (divi). Przydomek ten został nadany Augustowi przez senat rzymski zaraz po jego śmierci. W takiej sytuacji, senator z kamienia tyburtyńskiego musiał więc umrzeć po 14 n.e.
Prawdopodobnie pełniąc stanowisko legata (namiestnika cesarskiej prowincji), senator ten prowadził wojnę, w wyniku której cesarzowi Augustowi podporządkowane zostało jakieś plemię. Z tą wojną w jakiś sposób powiązany był, żywy bądź zmarły wcześniej, nieznany nam bliżej król ([r]egem). Do tego momentu Rzymianin ten powinien już być po swoim konsulacie.
Za swoje wyczyny został nagrodzony dwukrotnymi suplikacjami (supplicationes) oraz odznakami triumfalnymi (ornamenta triumphalia). Według Swetoniusza, pierwszym dowódcą, który został wyróżniony odznakami triumfalnymi był Tyberiusz. A więc senator z kamienia tyburtyńskiego musiał zostać uhonorowany po 12 p.n.e., kiedy to Tyberiuszowi przyznano tę nagrodę.
Potem był on prokonsulem (namiestnikiem senackiej prowincji) Azji. Informacja ta nie jest zbyt pomocna, jako że nie mamy pełnej listy namiestników tej prowincji. M. Waddington wskazuje, że w normalnych warunkach odstęp czasowy między konsulatem a prokonsulatem Azji w czasach panowania Augusta wynosił pięć lub sześć lat. Jednakże zdarzały się przypadki, gdy np. Paullus Fabius Maximus został namiestnikiem Azji od razu po swym konsulacie, a Gnejusz Korneliusz Lentulus Augur dopiero po dwunastu latach.
Z obecnie akceptowanej rekonstrukcji inskrypcji wynika, że następnie senator z kamienia tyburtyńskiego został albo ponownie legatem  prowincji Syrii, albo ponownie legatem, tym razem prowincji Syrii. Zależy to od tego, czy słowo "ponownie" (iterum) na inskrypcji odnosi się także do Syriam et Ph[oenicen], czy tylko do [legatus pr. pr.] divi Augusti. Większość historyków skłania się ku drugiej interpretacji. Informacja o zarządzaniu Syrią jest bardzo przydatna, jako że znamy prawie całą listę namiestników tej prowincji za czasów Augusta.

## Proponowani kandydaci
Od czasu odkrycia inskrypcji, większość badaczy uważała ją jako odnoszącą się do Kwiryniusza. Teoria ta otrzymała szerokie poparcie szczególnie po wsparciu jej przez niemieckiego historyka, Theodora Mommsena, który uznał ją jako odnoszącą się do kogoś kto dwa razy był legatem Syrii, oraz sądził, że tą osobą jest Kwiryniusz. Pogląd ten przez pewien czas stał się powszechnie akceptowaną opinią wśród biblijnych uczonych. Kamień tyburtyński mógł być zatem przedstawiany jako potwierdzenie Ewangelii Łukasza, mówiącej że za czasów Heroda, króla Judei (...) wielkorządcą Syrii był Kwiryniusz, który według Józefa Flawiusza został namiestnikiem Syrii w 6 n.e., 10 lat po śmierci Heroda Wielkiego.
W 1924 Edmund Groag zakwestionował jednak dotychczasową interpretację, twierdząc, że kamień nie odnosi się do osoby która była dwukrotnie legatem Syrii, tylko do kogoś kto dwukrotnie sprawował godność legata, raz w Syrii i raz gdzie indziej. Jeżeli bowiem ta inskrypcja miałaby mówić o drugim namiestnictwie Syrii, to musiałaby wtedy brzmieć: [legatus pr. pr.] divi Augusti Syriam et Ph[oenicen iterum optinuit]. Argumentował także, że odnosi się ona do Marka Plaucjusza Sylwana. W 1934 Ronald Syme zgodził się z opinią Groaga, ale odrzucił kandydaturę Sylwana, gdyż kolejność obejmowania przez niego stanowisk stoi w sprzeczności ze słowem iterum z inskrypcji. Sylwan nigdzie w źródłach nie widnieje jako legat Syrii, zdaniem Groaga mógłby nim być tuż przed lub zaraz po 4/5 n.e., ale namiestnictwo cesarskiej prowincji w czasie wojny wypada u niego na lata 6-9 n.e., czyli po domniemanym namiestnictwie Syrii, a nie przed.
W 1936 Lily Ross Taylor zaproponowała Marka Titiusa jako możliwego kandydata, przekonując, że osoba z kamienia tyburtyńskiego mogła umrzeć przed Augustem, a jej cursus honorum zostało wyryte jakiś czas później. Pogląd ten nie zdobył uznania wśród historyków. Taylor zgadzała się z Mommsenem, że inskrypcja należała do kogoś, kto dwa razy był legatem Syrii za Augusta. Dwa źródła historyczne mówią o namiestnictwie Syrii przez Titiusa. O ile wzmianka Józefa Flawiusza nie wywołuje zbyt większych problemów z określeniem okresu gdy Titius miał zarządzać Syrią (ok. 10 p.n.e.), o tyle informacja podana przez Strabona wywołuje wśród historyków niepewność (być może ok. 20 p.n.e.). Taylor uznała, że każdy z nich wspomniał o różnym namiestnictwie Syrii Titiusa. Jednakże zdecydowana większość historyków opowiada się za jednorazowym jego namiestnictwie Syrii.
W 1939 Ronald Syme uznał, że możliwe byłoby przypisanie inskrypcji Pizonowi Pontifexowi, choć nadal nie można wykluczyć Kwiryniusza. Kamień tyburtyński mógłby do niego należeć, ale nie mógłby udowadniać dwukrotnego namiestnictwa Syrii, gdyż wojnę o której mówi inskrypcja, czyli w jego przypadku z Homonadensami, prowadził jako legat Galacji. Kwiryniusz nadal znajdował więc zwolenników. Jednakże A. N. Sherwin-White nadal uważał, że iterum na tej inskrypcji oznacza dwukrotne namiestnictwo Syrii przez anonimowego konsula. W 1967 Barbara Levick w pełni przedstawiła kandydaturę Pizona Pontifexa jako osobę o której mówi inskrypcja. Także Syme w dwóch swoich kolejnych pracach argumentował za nim.
W 1995 Nikos Kokkinos podjął polemikę z wywodami Syme odnośnie do Pizona. Jednocześnie ożywił pogląd Augusta Wilhelma Zumpta, mówiący, że senatora z kamienia tyburtyńskiego trzeba identyfikować z Sencjuszem Saturninusem. Rok później C. Eilers odparł argumenty Kokkinosa, broniąc Pizona oraz wykazując, że Saturninusa dyskwalifikuje to samo co Sylwana, a mianowicie zła kolejność obejmowania stanowisk w porównaniu z tekstem inskrypcji. Poniżej przedstawieni są proponowani kandydaci wraz z wymogami jakie powinni spełniać.
|                    | Titius             | Saturninus        | Pizon                         | Kwiryniusz                             | Sylwan           |
| ------------------ | ------------------ | ----------------- | ----------------------------- | -------------------------------------- | ---------------- |
| Konsul             | 31 p.n.e.          | 19 p.n.e.         | 15 p.n.e.                     | 12 p.n.e.                              | 2 p.n.e.         |
| Legat prowincji    | Syria 20-17 p.n.e. | Germania 4-6 n.e. | Galacja-Pamfylia 12-10 p.n.e. | Syria lub Galacja między 11 a 3 p.n.e. | Galacja 6-9 n.e. |
| Plemię             | Medowie            | Cheruskowie       | Trakowie                      | Homonadensowie                         | Breuci           |
| Król               | Ariobarzanes II    | Maroboduus        | Remetalkes I                  | Amyntas                                | Bato I           |
| Suplikacje         | ?                  | ?                 | co najmniej jedna             | ?                                      | ?                |
| Odznaki triumfalne | ?                  | 6 n.e.            | 10 p.n.e.                     | między 9 a 3 p.n.e.                    | 9 n.e.           |
| Prokonsul Azji     | 35/34 p.n.e.       | ?                 | ?                             | ?                                      | 4/5 n.e.         |
| Legat Syrii        | 13/12-10/9 p.n.e.  | 10/9-7/6 p.n.e.   | ?                             | 6-9 n.e.                               | ?                |